# 今里 (花街)

今里新地の紋章

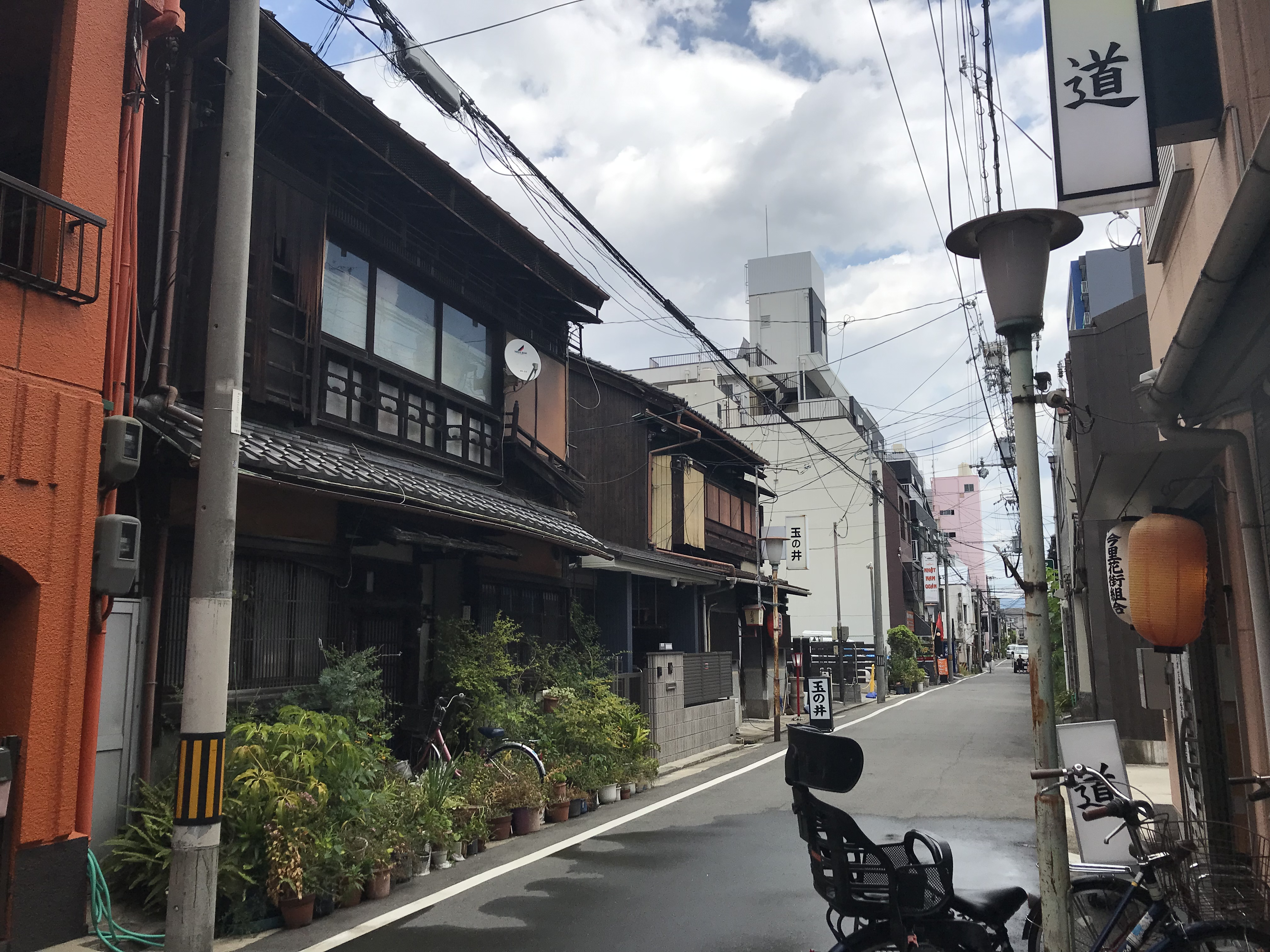
花街の雰囲気を残す一角（2024年7月撮影）

今里（いまざと）または今里新地（いまざとしんち）は、かつて大阪市生野区新今里に存在した花街。

## 沿革
今里新地は1930年（昭和5年）12月、大軌今里駅周辺の土地を開墾した上で「芸妓居住指定地」として開設され、大阪市内の芸妓や業者らが移住して営業開始した。
第二次世界大戦後は赤線に移行し、松島や飛田に次ぐ売春地帯となり、1958年（昭和33年）の売春防止法施行により、遊廓としての今里新地は終焉した。現在も「料亭」の鑑札を掲げて営業している店舗があるが、韓国系の住人や業者が進出し、朝鮮料理店が増えてコリア・タウン化している。その後中国系やベトナム系も進出し、韓国系よりもベトナム系が目立つ街に変貌しつつある。